# Les Djinns
Les Djinns (Die Dschinnen) ist eines der berühmtesten Gedichte des französischen Schriftstellers Victor Hugo, das 1829 in seiner Sammlung Les Orientales (Die Orientalen) veröffentlicht wurde.

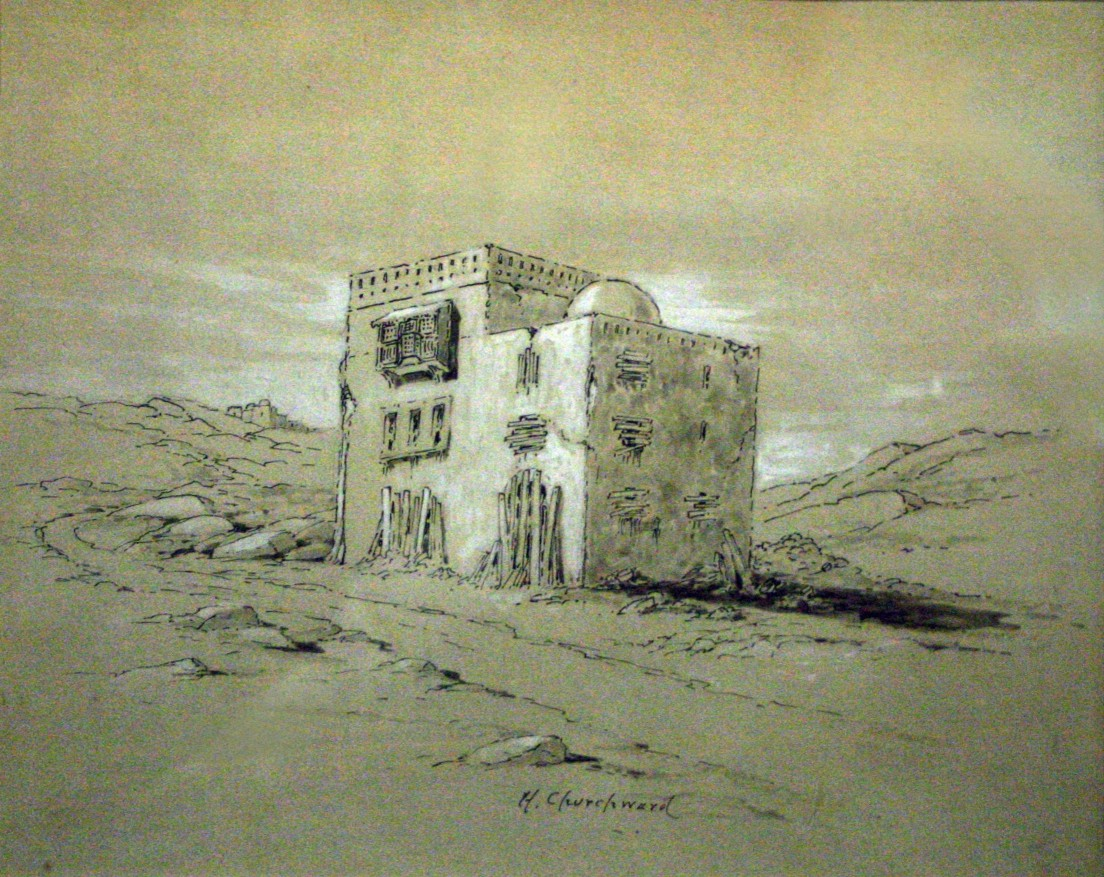
Das Haus der Dschinnen (Hedley Churchward)

## Werk
Das Gedicht Les Djinns zeichnet sich durch seine sehr originelle Form aus, die in ein crescendo und decrescendo untergliedert ist: Die einzelnen Strophen haben eine unterschiedliche Anzahl von Silben, nämlich 2, 3, 4, 5, 6, 7, 8, 10, 8, 7, 6, 5, 4, 3 und schließlich wieder 2. Diese Form steht in Zusammenhang mit der Aussage des Gedichts, das von dem Lärm und bunten Treiben berichtet, den ein Schwarm von vorüberziehenden Dschinnen verursacht, der um das Haus des Erzählers zieht. Die Länge der Verse steigt mit der Stärke des von den Dschinnen verursachten Sturms und der gefühlten Bedrohung und nimmt dann ab, je weiter sie sich entfernen.
Die epische und mystische Kraft dieses Gedichts macht es zu einem der geschätztesten Stücke der Sammlung, wie auch aus den verschiedenen Vertonungen namhafter Komponisten hervorgeht.
Der Anfang lautet (in einer deutschen metrischen Übertragung):
Stadt, Hafen,

Und Meer,

Sie schlafen.

Fernher

Der Wellen

Zerschellen

Und Schwellen ...

Nichts mehr.

Horch! im Düster

Lärm erwacht.

Wie Geflüster

Klingt's der Nacht.
[…]

## Vertonungen
Das Gedicht erfuhr verschiedene Bearbeitungen oder Umsetzungen in anderen Künsten, darunter Les Djinns op. 12 (1875) von Gabriel Fauré für gemischten Chor; Les Djinns (FWV 45), Sinfonische Dichtung für Klavier und Orchester von César Franck (1884) und Les Djinns op. 35 (1912) für Gesang und Orchester von Louis Vierne.